# Physoglenes puyehue
Espèce
Physoglenes puyehue est une espèce d'araignées aranéomorphes de la famille des Physoglenidae.

## Distribution
Cette espèce est endémique de la région des Lacs au Chili,.

## Description
Le mâle holotype mesure 3,19 mm et la femelle 2,03 mm.

## Étymologie
Son nom d'espèce lui a été donné en référence au lieu de sa découverte, Termas de Puyehue.

## Publication originale
- Forster, Platnick & Coddington, 1990 : A proposal and review of the spider family Synotaxidae (Araneae, Araneoidea), with notes on theridiid interrelationships. Bulletin of the American Museum of Natural History, no 193, p. 1-116 (texte intégral).